# Bogense
Bogense este un oraș în Danemarca.